# Tele2

A verde, actuais países onde o Grupo Tele2 explora as telecomunicações. A vermelho, antigas operações do grupo Tele2.

O Grupo sueco Tele2 é uma empresa multinacional sueca de telecomunicações fundada em 1993 por Jan Stenbeck, e opera em maior parte do território europeu. Cotada na bolsa de Estocolmo desde 1996. Tele2 oferece serviços de telefonia fixa e móvel, rede de dados e Internet, televisão por cabo e serviços de conteúdos.

## Perfil da empresa
O Grupo Tele2 obteve no passado exercício, lucros de 5.316 milhões de euros e uns benefícios de 702,51 milhões de euros.
Tem mais de 30 milhões de clientes, está presente em 14 países de forma directa, e em 10 países em forma de marca comercial, sendo outra empresa tem a propriedade mas utiliza a marca comercial Tele2.
Opera de forma proprietária em Suécia, Noruega, Croácia, Estónia, Letónia, Lituânia, Rússia, Alemanha, Áustria, Países Baixos, Sérvia e Bósnia e Herzegovina. Oferece serviços de ISP, televisão e telefonia fixa e móvel.

### Antigas operações
Teve presença em  Finlândia, Reino Unido, Irlanda, França, República Checa, Dinamarca, Portugal, Hungria, Luxemburgo, Bélgica, Liechenstein, Polónia, Espanha, Itália, Suíça, nestes três últimos, se segue utilizando a marca comercial Tele2 mas é propriedade de outras empresas.
- Na Finlândia, deixou o mercado em 19 de Agosto de 2005, pois não havia lucro nem clientes, sendo a principal causa do seu abandono a empresa Elisa que tinha o monopólio das chamadas locais.
- No Reino Unido e na Irlanda, as suas operações foram vendidas ao grupo Carphone Warehouse, em 19 de Setembro de 2005 por 8,7 milhões de libras esterlinas, coincidido com a compra da One.Tel, principal concorrente, também pelo grupo Carphone Warehouse (conhecida em Portugal pelas lojas The Phone House).
- Na França, as suas operações foram vendidas à SFR, empresa propriedade de Vodafone e Vivendi, por 360 milhões de Euros.
- Na Dinamarca, as suas operações foram vendidas à Telenor, em 9 de Maio de 2007 por 112 milhões de Euros.
- Em Portugal, as suas operações foram vendidas à Sonaecom SGPS, do grupo Sonae, em 28 de Junho de 2007, coincidindo com a compra dos negócios de particulares e profissionais liberais à Oni Telecom.
- Na Hungria, as suas operações foram vendidas à HTCC, em 9 de Julho de 2007.
- Na Bélgica, as suas operações foram vendidas à KPN, em 20 de Agosto de 2007.
- Em Espanha e em Itália, foi anunciada a venda das suas operações à Vodafone, em 6 de Outubro de 2007 por 770 milhões de Euros. Esta venda não afectou o nome comercial Tele2, ao qual Vodafone usou até Março de 2009 no caso de Espanha.
- Na Austria, as suas operações em Operador móvel virtual foram vendidas à Telekom Austria, em 8 de Outubro de 2007. No entanto, manteve as operações em Telefonia fixa e Internet.
- Em Liechtenstein e no Luxemburgo, foi anunciada a venda das suas operações à Belgacom, em 26 de Junho de 2008.
- Na Polónia, foi anunciada a venda das suas operações à Netia, em 30 de Junho de 2008.
- Na Suíça, as suas operações foram vendidas à TDC Sunrise, em 29 de Setembro de 2008.

Esta volta comercial por parte da Tele2, vem devido ao aumento de empresas e ofertas nestes países, e a ampliação da cota de mercado dos ex-monopólios, que deixa a Tele2 em mal lugar para competir, e com uma péssima obtenção de benefícios. Outro dos motivos, segundo fontes da Tele2, é que querem penetrar em mercados em desenvolvimento económico e dedicar-se a outros tipos de negócio.